# Un altro giro
Un altro giro (Druk) è un film del 2020 diretto da Thomas Vinterberg.
È stato scelto per rappresentare la Danimarca ai premi Oscar 2021, dove ha vinto l'Oscar al miglior film in lingua straniera ed è stato candidato per il miglior regista.

## Trama
Martin, Tommy, Nikolaj e Peter sono quattro insegnanti ed amici che non riescono a trarre soddisfazione dal loro lavoro e ad interagire correttamente con i propri studenti. Martin in particolare ha anche dei problemi a relazionarsi con moglie e figli. Durante una cena per il quarantesimo compleanno di Nikolaj, il gruppo discute della teoria dello psichiatra Finn Skårderud, che sostiene che l'uomo sia nato con un deficit da alcol pari allo 0,05% che lo renderebbe meno attivo sia nelle relazioni sociali che in quelle psico-fisiche. Il gruppo ne discute scherzando, mentre Martin, depresso a causa della sua condizione, prende sul serio la teoria dello psicologo e comincia a bere piccole quantità di alcol al lavoro.
Vedendo che la sua autostima e il suo rapporto con la classe migliorano sensibilmente, i tre professori si uniscono a Martin nell'esperimento, fissando alcuni limiti che i quattro dovranno rispettare per non eccedere e per mantenere il tasso alcolico sempre allo 0,05%. Con il passare del tempo la situazione dei quattro insegnanti migliora sensibilmente nell'ambiente scolastico, portando il gruppo ad aumentare progressivamente la dose quotidiana fino ad arrivare allo 0,10%; Martin comincia inoltre a recuperare il rapporto con la propria famiglia.
Dopo qualche tempo di sperimentazioni, Nikolaj propone di spingere al massimo il livello alcolico per evidenziare nella loro ricerca i limiti che questa assunzione può raggiungere: i quattro trascorrono dunque un'intera giornata ad ubriacarsi, tornando a casa in condizioni pietose. Tuttavia, Martin e Nikolaj devono confrontarsi con le rispettive mogli per la condizione in cui versano; Martin viene lasciato dalla moglie dopo che gli ha confessato di averlo tradito a causa della sua assenza.
A seguito degli eventi spiacevoli che si sono verificati, il gruppo interrompe l'esperimento e smette di bere; tutti tranne Tommy, che continua fino a diventare un alcolizzato. Dopo essersi presentato ubriaco al lavoro infatti, durante l'ennesima bevuta salpa con la propria barca e cade in mare affogando. Al funerale dell'amico, i tre sembrano ormai riluttanti a toccare qualsivoglia tipo di alcolico, ma riacquistano speranza vedendo i giovani che hanno aiutato a diplomarsi festeggiare nel porto. Preso da una gioia di vivere e dalla felicità per i messaggi di riavvicinamento della moglie, Martin si esibisce in un ballo per poi tuffarsi di petto dal molo.

## Promozione
Il primo trailer del film è stato diffuso il 4 giugno 2020, seguito il 6 ottobre da quello italiano.

## Distribuzione
Il film avrebbe dovuto essere presentato in anteprima in concorso al 73º Festival di Cannes nel maggio 2020, prima del suo annullamento a causa della pandemia di COVID-19 in Francia e nel mondo. È stato presentato in anteprima al Toronto International Film Festival il 12 settembre 2020 e distribuito nelle sale cinematografiche danesi da Nordisk Film a partire dal 24 settembre dello stesso anno.
In Italia, il film è stato presentato in anteprima il 20 ottobre 2020 alla 15ª Festa del cinema di Roma e distribuito nelle sale dal 20 maggio 2021.

## Accoglienza

### Critica
Sull'aggregatore Rotten Tomatoes il film riceve il 92% delle recensioni professionali positive con un voto medio di 7,80 su 10 basato su 173 critiche, mentre su Metacritic ottiene un punteggio di 80 su 100 basato su 29 critiche.
Giorgio Viaro, di Best Movie, posiziona il film al dodicesimo posto tra i migliori del 2020, mentre la redazione lo posiziona all'ottavo posto dei miglior del 2021.

## Riconoscimenti
- 2021 – Premio Oscar[2][3]
  - Miglior film in lingua straniera
  - Candidatura per il miglior regista a Thomas Vinterberg
- 2021 – Golden Globe[16]
  - Candidatura per il miglior film in lingua straniera
- 2020 – BFI London Film Festival[17]
  - Miglior film
  - Premio del pubblico
- 2020 – Chicago Film Critics Association Award[18]
  - Miglior film in lingua straniera
- 2020 – Chicago Indie Critics Award[19]
  - Candidatura per il miglior film straniero
- 2020 – European Film Award[20][21]
  - Miglior film
  - Miglior regista a Thomas Vinterberg
  - Miglior attore a Mads Mikkelsen
  - Miglior sceneggiatura a Thomas Vinterberg e Tobias Lindholm
  - Candidatura per l'European University Film Award
- 2020 – Festival internazionale del cinema di San Sebastián[22][23]
  - Concha de Plata al miglior attore a Mads Mikkelsen, Thomas Bo Larsen, Magnus Millang e Lars Ranthe
  - Premio Feroz Zinemaldia
  - Premio SIGNIS
  - In competizione per la Concha de Oro
- 2021 – British Academy Film Award[24][25]
  - Miglior film in lingua straniera
  - Candidatura per il miglior regista a Thomas Vinterberg
  - Candidatura per la miglior sceneggiatura originale a Tobias Lindholm e Thomas Vinterberg
  - candidatura per il miglior attore protagonista a Mads Mikkelsen
- 2021 – Capri, Hollywood - The International Film Festival[26]
  - Miglior regista europeo a Thomas Vinterberg
- 2021 – Critics' Choice Award[27]
  - Candidatura per il miglior film straniero
- 2021 – London Critics Circle Film Awards[28]
  - Miglior film in lingua straniera
- 2021 – European Film Award
  - Candidatura per il Premio LUX
- 2021 – Premio César[29]
  - Miglior film straniero
- 2021 – San Diego Film Critics Society Award[30]
  - Candidatura per il miglior film in lingua straniera
- 2021 – Satellite Award[31]
  - Candidatura per il miglior film straniero
- 2021 – Washington D.C. Area Film Critics Association[32]
  - Miglior film straniero
- 2022 - Premio Goya
  - Miglior film europeo

## Remake
Nell'aprile 2021 Leonardo DiCaprio, attraverso la sua casa di produzione Appian Way, ha acquistato i diritti del film per realizzare un remake statunitense con la collaborazione di Endeavor Content e Makeready. Nel gennaio 2024 viene annunciato Chris Rock alla regia del film.